# Aigues-Vives (Aude)
Aigues-Vives is een gemeente in het Franse departement Aude (regio Occitanie) en telt 485 inwoners (2005). De plaats maakt deel uit van het arrondissement Carcassonne.

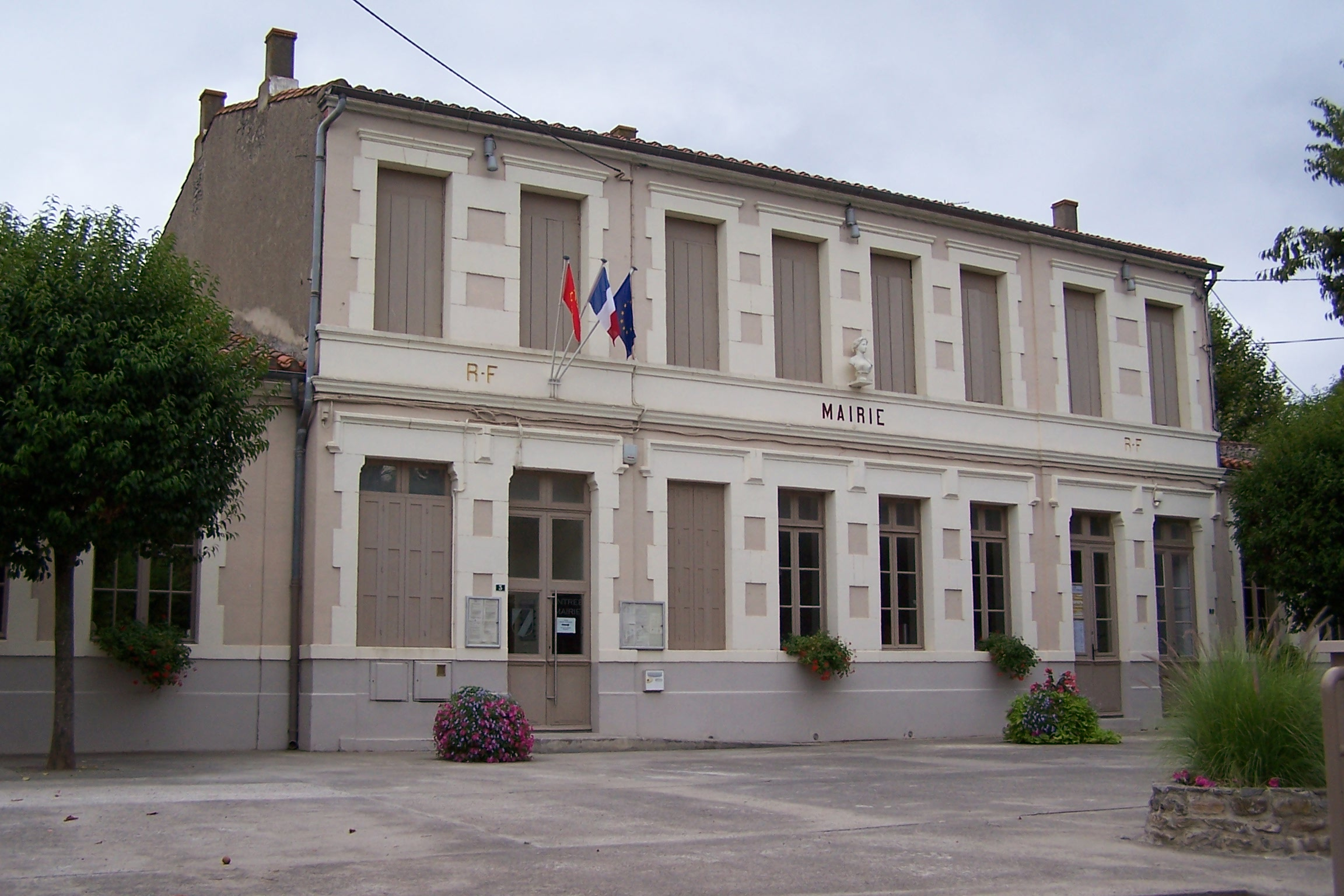
Gemeentehuis

## Geografie
De oppervlakte van Aigues-Vives bedraagt 10,3 km², de bevolkingsdichtheid is 47,1 inwoners per km².

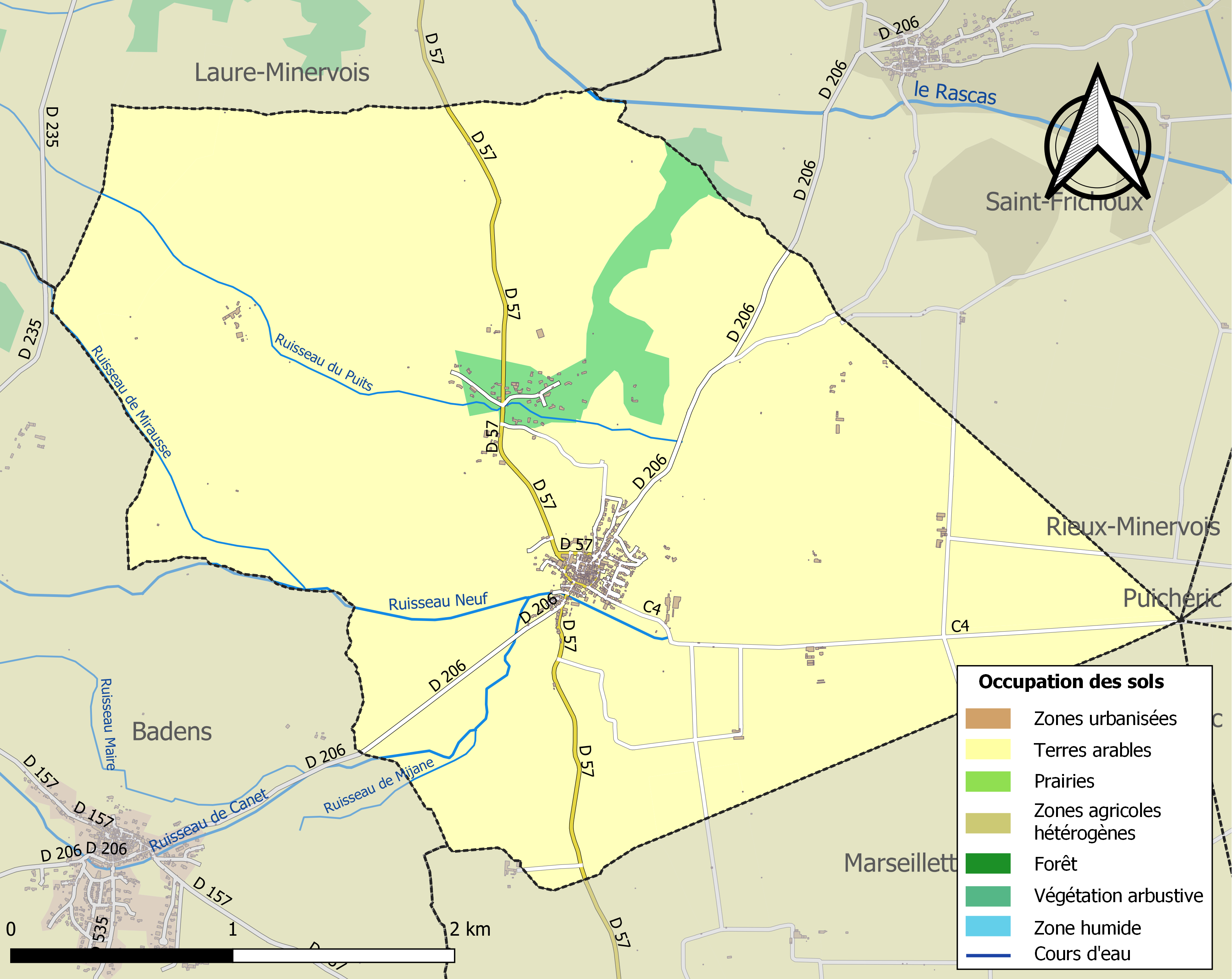
Kaart van de gemeente met de belangrijkste infrastructuur, bodemgebruik en omliggende gemeenten

## Demografie
Onderstaande figuur toont het verloop van het inwonertal (bron: INSEE-tellingen).
Vanwege een beveiligingsprobleem met de MediaWiki Graph-software is het momenteel niet mogelijk deze grafiek weer te geven. Zodra de software is bijgewerkt zal de grafiek vanzelf weer zichtbaar worden.
1. ↑  Populations de référence 2022.